# 육행관
6행관(六行觀)은 3계9지(三界九地)의 각각의 지(地)에서 수혹(修惑)을 끊기 위하여  유루지(有漏智)로써 닦는 관찰 수행을 말한다. 행관(行觀)에서 행(行)은 진취(進趣) 즉 '나아가서 다다름'을 뜻하고 관(觀)은 관찰을 뜻하며, 따라서 행관의 문자 그대로의 뜻은 관찰로 나아가서 관찰에 다다른다는 것으로, 관찰 수행을 행하는 것 즉 비파사나 수행을 행하는 것을 말한다.
《대비바사론》 제64권과 제163권 그리고 《구사론》 제24권에 따르면,
각각의 지(地)의 무간도(無間道)에서 자지(自地)와 그것의 바로 다음의 하지(下地)의 온갖 유루법에 대해 추(麤) · 고(苦) · 장(障)이라고 관하여 그 결과 하지를 염(厭: 싫어함)하고, 해탈도(解脫道)에서 자지(自地)의 상지(上地)의 온갖 유루법에 대해 정(靜) · 묘(妙) · 리(離)라고 관하여 상지를 흔(欣: 좋아함, 즐거이 구함)한다. 이와 같이 6가지로 관찰하여 하지를 염(厭)하고 상지를 흔(欣)함으로써 '자지(自地)의 번뇌' 즉 '자지(自地)의 수혹'을 끊기 때문에 6행관이라고 한다. 이들 중 첫 번째의 추(麤)는 조(粗)라고도 한다.
6행관(六行觀)을 염흔관(厭欣觀) · 흔염관(欣厭觀) 또는 6묘행(六妙行)이라고도 한다.
《대비바사론》 제64권과 《구사론》 제24권에서는 6행관의 각각을 추행상(麤行相) · 고행상(苦行相) · 장행상(障行相) · 정행상(靜行相) · 묘행상(妙行相) · 리행상(離行相)이라 부르고 있다.
《선바라밀차제법문(禪波羅蜜次第法門)》 제5권과 일여 등의 《삼장법수(三藏法數)》에서는 6행관의 각각을 염고관(厭苦觀) · 염추관(厭麤觀) · 염장관(厭障觀) · 흔승관(忻勝觀) · 흔묘관(忻妙觀) · 흔출관(忻出觀)이라 부르고 있다.

## 대비바사론과 구사론의 6행관

### 무간도

#### 추행상(麤行相)
《구사론》 제24권에 따르면,
추(麤)는 비적정(非寂靜) 즉 적정(寂靜)하지 않다는 것을 뜻하며, 또한 자지(自地)와 그 바로 아래의 하지(下地)의 온갖 유루법은 오직 커다란 노력[大劬勞]에 의해서만 극복할 수 있다는 것을 뜻한다.

#### 고행상(苦行相)
《구사론》 제24권에 따르면,
고(苦)는 비미묘(非美妙) 즉 미묘(美妙)하지 않다는 것, 즉 미(美)하거나 묘(妙)하지 않다는 것을 뜻하며, 또한 자지(自地)와 그 바로 아래의 하지(下地)의 온갖 추중(麤重), 즉 자지와 그 바로 아래의 하지의 온갖 번뇌, 즉 자지와 그 바로 아래의 하지의 유루법(有漏法), 또는 '자지와 그 바로 아래의 하지의 온갖 번뇌 또는 유루법의 거칠고 무거움'이 능히 위해(違害) 즉 거스름[違]이나 해로움[害]을 일으킨다는 것을 뜻한다.

#### 장행상(障行相)
《구사론》 제24권에 따르면,
장(障)은 비출리(非出離) 즉 출리(出離)가 아니라는 것을 뜻하며, 또한 자지(自地)와 그 바로 아래의 하지(下地)의 온갖 유루법(有漏法)이 능히 마치 감옥의 두터운 벽처럼 자지(自地)를 벗어나는 것을 능히 장애한다는 것을 뜻한다.

### 해탈도

#### 정행상(靜行相)
《구사론》 제24권에 따르면,
정(靜)은 적정(寂靜)하다는 것을 뜻하며, 또한 상지(上地)의 온갖 유루법(有漏法)은 오직 커다란 노력[大劬勞]에 의해서만 성취할 수 있다는 것을 뜻한다.

#### 묘행상(妙行相)
《구사론》 제24권에 따르면,
묘(妙)는 미묘(美妙)하다는 것, 즉 미(美)하고 묘(妙)하다는 것을 뜻하며, 또한 상지(上地)의 온갖 유루법(有漏法)이 능히 위해(違害) 즉 거스름[違]이나 해로움[害]을 일으키지 않는다는 것을 뜻한다.

#### 리행상(離行相)
《구사론》 제24권에 따르면,
리(離)는 출리(出離)를 뜻하며, 또한 상지(上地)의 온갖 유루법(有漏法)이 마치 감옥의 두터운 벽과 같은 자지(自地)를 벗어나는 것을 능히 가능하게 한다는 것을 뜻한다.

## 같이 보기
- 관(觀) - 비파사나 · 위빠사나
- 지관(止觀)
- 현관(現觀)
- 4제현관(四諦現觀)
- 4제16행상(四諦十六行相)
- 6현관(六現觀)

## 참고 문헌
- 곽철환 (2003). 《시공 불교사전》. 시공사 / 네이버 지식백과. |title=에 외부 링크가 있음 (도움말)
- 세친 지음, 현장 한역, 권오민 번역 (K.955, T.1558). 《아비달마구사론》. 한글대장경 검색시스템 - 전자불전연구소 / 동국역경원. K.955(27-453), T.1558(29-1). |title=에 외부 링크가 있음 (도움말)
- 오백 아라한 지음, 현장 한역, 송성수 번역 (K.952, T.1545). 《아비달마대비바사론》. 한글대장경 검색시스템 - 전자불전연구소 / 동국역경원. K.952(26-1,27-1), T.1545(27-1). |title=에 외부 링크가 있음 (도움말)
- 운허.  동국역경원 편집, 편집. 《불교 사전》. |title=에 외부 링크가 있음 (도움말)
- (영어) DDB. 《Digital Dictionary of Buddhism (電子佛教辭典)》. Edited by A. Charles Muller. |title=에 외부 링크가 있음 (도움말)
- (중국어) 佛門網. 《佛學辭典(불학사전)》. |title=에 외부 링크가 있음 (도움말)
- (중국어) 星雲. 《佛光大辭典(불광대사전)》 3판. |title=에 외부 링크가 있음 (도움말)
- (중국어) 세친 조, 현장 한역 (T.1558). 《아비달마구사론(阿毘達磨俱舍論)》. 대정신수대장경. T29, No. 1558, CBETA. |title=에 외부 링크가 있음 (도움말)
- (중국어) 오백 아라한 조, 현장 한역 (T.1545). 《아비달마대비바사론(阿毘達磨大毘婆沙論)》. 대정신수대장경. T27, No. 1545, CBETA. |title=에 외부 링크가 있음 (도움말)
- (중국어) 지의 설, 법신 기 (T.1916). 《석선바라밀차제법문(釋禪波羅蜜次第法門)》. 대정신수대장경. T46, No. 1916, CBETA. |title=에 외부 링크가 있음 (도움말)